# Dimitri Chomucha
Dimitri Chomucha (in russo Дмитрий Иванович Хомуха?, in turcmeno Dmitriý Iwanowiç Homuha, angl. Dmitri Ivanovich Khomukha; Aşgabat, 23 agosto 1969) è un ex calciatore e allenatore di calcio turkmeno, di origine ucraina e di cittadinanza russa, di ruolo centrocampista.
Nel 2015 ha allenato l'Under-21 russa.

## Carriera

### Giocatore

#### Club
Gioca, dal 1985 al 1987 al Köpetdag Aşgabat. Nel 1988 gioca prima al CSKA-2 Mosca, per poi trasferirsi allo SKA Karpaty. Nel 1989 gioca prima al CKSA-2 Mosca, per poi trasferirsi al Metalist. Nel 1994 passa all'Erzu Grozny. Nel 1995 viene acquistato dallo Zenit San Pietroburgo. Nel 1997 si trasferisce al CSKA Mosca. Nel 2001 passa al Šinnik. Nel 2004 si trasferisce al Terek Groznyj.

#### Nazionale
Dopo aver ottenuto la cittadinanza turkmena, il 22 marzo 1997, debutta con la Nazionale, in Azerbaigian-Turkmenistan. Ha collezionato in totale, con la Nazionale turkmena, 11 presenze.

### Allenatore
Allena, dal 2010 al 2013, la Nazionale Under-17 russa. Dal 2013 al 2015 allena la Nazionale Under-19 russa. Nel 2015 gli viene chiamato ad allenare la Nazionale Under-21 russa.

## Statistiche

### Cronologia presenze e reti in Nazionale
| Cronologia completa delle presenze e delle reti in nazionale ― Turkmenistan | Cronologia completa delle presenze e delle reti in nazionale ― Turkmenistan | Cronologia completa delle presenze e delle reti in nazionale ― Turkmenistan | Cronologia completa delle presenze e delle reti in nazionale ― Turkmenistan | Cronologia completa delle presenze e delle reti in nazionale ― Turkmenistan | Cronologia completa delle presenze e delle reti in nazionale ― Turkmenistan | Cronologia completa delle presenze e delle reti in nazionale ― Turkmenistan | Cronologia completa delle presenze e delle reti in nazionale ― Turkmenistan |
| Data                                                                        | Città                                                                       | In casa                                                                     | Risultato                                                                   | Ospiti                                                                      | Competizione                                                                | Reti                                                                        | Note                                                                        |
| --------------------------------------------------------------------------- | --------------------------------------------------------------------------- | --------------------------------------------------------------------------- | --------------------------------------------------------------------------- | --------------------------------------------------------------------------- | --------------------------------------------------------------------------- | --------------------------------------------------------------------------- | --------------------------------------------------------------------------- |
| 22-3-1997                                                                   | Baku                                                                        | Azerbaigian                                                                 | 3 – 0                                                                       | Turkmenistan                                                                | Amichevole                                                                  | -                                                                           |                                                                             |
| 4-5-1997                                                                    | Aşgabat                                                                     | Turkmenistan                                                                | 1 – 4                                                                       | Cina                                                                        | Qual. Mondiali 1998                                                         | -                                                                           |                                                                             |
| 21-11-1998                                                                  | Bangkok                                                                     | Thailandia                                                                  | 3 – 3                                                                       | Turkmenistan                                                                | Amichevole                                                                  | -                                                                           |                                                                             |
| 30-11-1998                                                                  | Nakhon Sawan                                                                | Turkmenistan                                                                | 2 – 0                                                                       | Vietnam                                                                     | Giochi asiatici 1998                                                        | -                                                                           |                                                                             |
| 2-12-1998                                                                   | Nakhon Sawan                                                                | Corea del Sud                                                               | 2 – 3                                                                       | Turkmenistan                                                                | Giochi asiatici 1998                                                        | -                                                                           |                                                                             |
| 7-12-1998                                                                   | Bangkok                                                                     | Turkmenistan                                                                | 3 – 2                                                                       | India                                                                       | Giochi asiatici 1998                                                        | -                                                                           |                                                                             |
| 9-12-1998                                                                   | Bangkok                                                                     | Corea del Nord                                                              | 1 – 1                                                                       | Turkmenistan                                                                | Giochi asiatici 1998                                                        | -                                                                           |                                                                             |
| 11-12-1998                                                                  | Bangkok                                                                     | Uzbekistan                                                                  | 1 – 1                                                                       | Turkmenistan                                                                | Giochi asiatici 1998                                                        | -                                                                           |                                                                             |
| 14-12-1998                                                                  | Bangkok                                                                     | Turkmenistan                                                                | 0 – 3                                                                       | Cina                                                                        | Giochi asiatici 1998                                                        | -                                                                           |                                                                             |
| 23-4-2001                                                                   | Tashkent                                                                    | Turkmenistan                                                                | 2 – 0                                                                       | Giordania                                                                   | Qual. Mondiali 2002                                                         | -                                                                           | 13’                                                                         |
| 25-4-2001                                                                   | Tashkent                                                                    | Uzbekistan                                                                  | 1 – 0                                                                       | Turkmenistan                                                                | Qual. Mondiali 2002                                                         | -                                                                           |                                                                             |
| Totale                                                                      |                                                                             | Presenze                                                                    | 11                                                                          |                                                                             | Reti                                                                        | 0                                                                           |                                                                             |

## Palmarès

### Club

#### Competizioni nazionali
- Pervenstvo Futbol'noj Nacional'noj Ligi: 2

Šinnik: 2001
Terek Grozny: 2004
- Coppa di Russia: 1

Terek Grozny: 2003-2004